# Отдел информации и безопасности Генерального штаба (Италия)
2-й отдел (Информация и безопасность) Генерального штаба Вооружённых сил Италии (итал. II Reparto Informazioni e Sicurezza dello Stato maggiore della Difesa, RIS) — орган военной разведки Италии, аналог российского ГРУ или Defense Intelligence Agency США. Не входит в Систему информации для безопасности республики и действует в интересах вооружённых сил.

## Задачи
Создан 1 января 1998 года, фактически действует с 1 сентября 2000 года. На основании Закона № 25 от 18.02.1998a включил в себя ранее существовавшую Оперативную ситуационную информационную службу армии, военно-морских и военно-воздушных сил Италии, а также соответствующее подразделение корпуса карабинеров.
После реформы спецслужб 2007 года на 2-й отдел ГШ (RIS) возложены «задачи информационного обеспечения и безопасности вооружённых сил в Италии и за рубежом, включая военно-технические вопросы и деятельность военной полиции, а также иная деятельность в интересах вооруженных сил». RIS работает в тесном контакте с AISE согласно статье 8 Закона 124/2007 года (ранее взаимодействовал со Службой информации и военной безопасности (SISMI)).

## Организационная структура
2-й отдел «Информация и безопасность» включает в себя:
- Отделы по взаимодействию с СМИ по военным вопросам в итальянских посольствах за рубежом;
- Межведомственный центр радиоэлектронной борьбы (CIFI/GE);
- Межведомственный разведывательный центр (CII);
- Межведомственный центр космической разведки;
- Центр оборонных исследований;
- Подразделение защиты военных компьютерных сетей;
- Управление военной полиции.

2-й отдел возглавляет начальник в звании генерал-майора или эквивалентном звании другого рода вооружённых сил, который подчиняется заместителю начальника Генерального штаба и имеет 3 заместителей: по оперативной информации, по вопросам безопасности и по информационной политике и космической разведке.
По вопросам стратегического характера начальник 2-го отдела может взаимодействовать непосредственно с начальником Генерального штаба.